# Nerf pectoral
Les nerfs pectoraux sont deux nerfs du corps humain situés au niveau de l'épaule issus du plexus brachial et qui innervent les muscles pectoraux :
- le nerf pectoral médial issu du faisceau médial du plexus brachial,
- le nerf pectoral latéral issu du faisceau latéral du plexus brachial.

Les deux nerfs s'anastomosent autour des vaisseaux axillaires pour former l'anse des pectoraux.
Il existerait trois nerfs pectoraux, le nerf pectoral supérieur qui innerverait la partie claviculaire du muscle grand pectoral, le nerf pectoral moyen qui innerverait la partie sternale du muscle grand pectoral et le nerf pectoral inférieur qui innerverait la partie costale du muscle grand pectoral et le muscle petit pectoral,.